# Constantin Bosianu
Constantin Bosianu (n. 10 februarie 1815, București – d. 21 martie 1882, București) a fost un jurist și om politic român, membru de onoare al Academiei Române (din 30 iunie 1879), cel de-al patrulea prim-ministru al  României între 26 ianuarie 1865 - 14 iunie 1865. A fost și primul decan al Facultății de Drept din București.
Ulterior, activează ca parlamentar, în același timp fiind și decan al Baroului Ilfov (1871 - 1873). Spre sfârșitul vieții, Bosianu a îndeplinit timp de două săptămâni funcția de primar interimar al Capitalei, în decembrie 1878, iar în perioada 29 mai - 15 noiembrie 1879, Constantin Bosianu a fost ales președinte al Senatului.
Constantin Bosianu s-a stins din viață pe 21 martie 1882, la vârsta de 67 de ani.

## Originea
Fiu al paharnicului Andrei Bosianu, tânărul Constantin își urmează studiile la prestigiosul liceu „Sfântul Sava”. În acest timp lucrează în administrația publică, fiind contabil, șef de birou, șef al Serviciului Controlului Obștesc din Departamentul Finanțelor. Beneficiind de o bursă, își continuă studiile la Anvers și Paris, unde obține licența în Litere, la Universitatea Sorbona (1844) și doctoratul în drept, în 1851.

## Studiile
Revenit în țară, Bosianu devine profesor de drept roman Colegiul „Sfântul Sava”, apoi este numit conferențiar de contabilitate la Școala Centrală de Agricultură și director al Departamentului Dreptății. A desfășurat o bogată activitate unionistă, fiind secretar al Divanului ad-hoc al Țării Românești (septembrie – decembrie 1857) și vicepreședintele Comitetului Central al Unirii. Din poziția de membru în Adunarea Electivă a Munteniei, pe 24 ianuarie 1859 a votat pentru alegerea lui Alexandru Ioan Cuza ca domnitor al Țării Românești. După înființarea Facultății de Drept, devine unul dintre prestigioșii profesori invitați să facă parte din corpul didactic.

## Mandatul de prim-ministru
Bosianu este apreciat pentru calitățile sale, astfel că domnitorul Cuza îl numește judecător la Înalta Curte de Justiție, iar din 1864 devine vicepreședinte al Consiliului de Stat. Constantin Bosianu este numit și președinte al Consiliului de miniștri între 26 ianuarie - 14 iunie 1865.

## Activitatea guvernamentală
Din această funcție, el a contribuit la opera de organizare și modernizare a statului român prin mai multe legi, între care, legea organizării judecătorești, a reorganizării serviciului de percepție la orașe, a pensiilor pentru funcționarii civili și pentru gradele militare inferioare, legea lucrărilor publice, legea privind regularizarea și canalizarea Dâmboviței pentru prevenirea inundațiilor. De asemenea, în calitate de jurist, Bosianu a făcut parte din comisiile de redactare a legii rurale și a legii instrucțiunii publice.
1. ↑  „Constantin Bosianu”. Accesat în 25 martie 2019.
2. 1 2   http://enciclopediaromaniei.ro/wiki/Constantin_Bosianu. Accesat în 25 martie 2019. Lipsește sau este vid: |title= (ajutor)